# Бартоломью Джон Салівен
Барто́ломью Джеймс Са́лівен (англ. John Clements Wickham) (1810 — 1890) — сер, воєнно-морський офіцер, гідрограф, лейтенант на бризі "Бігль" протягом експедиції з Чарлзом Дарвіном.
В 1842—1846 роках був командиром корабля «Філомель», що вів дослідження біля берегів Південної Америки. Брав участь в Кримській війні. 1870 року отримав звання віце-адмірала, в 1877 році — адмірала. Після смерті Фіцроя в 1865 році домагався від уряду виплачування допомоги його сім'ї.
В честь нього був названий один з Галапагоських островів.